# 델타 포스 (영화)
《델타 포스》(영어: The Delta Force)는 미국과 이스라엘 합작 1986년 액션 영화이다. 메나헴 골란이 연출하고, 척 노리스, 리 마빈 등이 출연하였다.

## 줄거리
1980년 아테네에서 로마를 경유하여 뉴욕으로 향하는 ATW 282 항공기가 레바논의 신세계 혁명 기구의 테러리스트들에 의하여 베이루트로 공중납치된다. 승객들 사이에 유대인들이 있다는 걸 알아챈 테러리스트들은 여자 승무원에게 여권을 걷어 그들을 밝히라고 시킨다. 미국 국방부는 납치 소식을 듣고 인질들을 구출하기 위하여 델타 포스 부대를 파견한다.

## 출연진
- 척 노리스 - 스콧 매코이 소령 역
- 리 마빈 - 닉 알렉산더 대령 역
- 로버트 본 - 우드브리지 장군 역
- 스티브 제임스 - 보비 리 역
- 윌리엄 윌리스 - 피트 피터슨 역
- 셰이케 오피르 - 니콜라스 사제 역
- 로버트 포스터 - 압둘 라파이 역
- 우리 가브리엘 - 자밀 라파이 역
- 보 스벤슨 - ATW 로저 캠벨 기장 역
- 하나 쉬굴라 - ATW 잉그리트 하르딩 승무원 사무장 역
- 마틴 볼섬 - 벤 캐플런 역
- 셸리 윈터스 - 에디 캐플런 역
- 조이 비숍 - 해리 골드먼 역
- 레이니 커잰 - 실비아 골드먼 역
- 조지 케네디 - 윌리엄 오맬리 신부 역
- 킴 딜레이니 - 메리 수녀 역
- 찰스 플로이  - 톰 헤일 해군 잠수부 역
- 수전 스트라스버그 - 데브라 레빈 역
- 케빈 딜런, 마이클티 윌리엄슨 - 델타 포스 대원 역

## 제작

### 촬영
영화 장면 전체가 이스라엘에서 촬영되었다.

## 홈 미디어
2000년 메트로골드윈메이어에서 DVD를 출시하였다.

## 우리말 녹음
KBS 성우진 (1993년 6월 5일)